# Смертельная добыча
«Смертельная добыча» (англ. Deadly Prey) — американский боевик 1987 года режиссёра Дэвида Прайора. В основе сюжета лежит рассказ Ричарда Коннеля «The Most Dangerous Game», изданный в 1924 году. Премьера состоялась 2 ноября 1987 года.
В 2013 году вышел сиквел Deadliest Prey с теми же самыми злодеями.

## Сюжет
Бывший военно-десантный полковник Хоган создаёт собственную армию наёмников-убийц. В качестве мишени используются случайные люди, которых для этого и похищают. Но они наткнулись не на того, похитив ветерана Вьетнамской войны.

## Производство
Продюсерская группа, в лице Дэвида Уинтерса и Питера Юваля, осуществлявшая финансирование предыдущей работы Прайора, «Смертельная аэробика», предложила ему основать собственную производственную компанию. Таким образом, в 1986 году появилась независимая фирма Action International Pictures по производству и распространению кинофильмов, учредителями которой являлись Прайор, Уинтерс и Юваль. Первыми работами новой компании стали ленты «Смертельная добыча» и «Истребители мужчин». Обе картины, режиссёром которых выступал Дэвид Прайор, снимались одновременно, в том же 1986 году, в калифорнийском городе Риверсайд и его окрестностях.

## В ролях
| Актёр           | Роль              |
| --------------- | ----------------- |
| Кэмерон Митчелл | отец Джейми       |
| Трой Донахью    | Дон Майклсон      |
| Тед Прайор      | Майкл Дантон      |
| Фриц Мэтьюз     | лейтенант Торнтон |
| Дэвид Кэмпбелл  | полковник Хоган   |
| Дон Абрахам     | Сибил             |
| Уильям Зипп     | Джек Купер        |
| Сюзанн Тара     | Джейми            |
| Томас Болдуин   | фермер            |